# Buch der Lieder (China)
Das Buch der Lieder (chinesisch 詩經 / 诗经, Pinyin Shījīng) ist die älteste Sammlung von chinesischen Gedichten. Es entstand zwischen dem 10. und dem 7. Jahrhundert v. Chr. und gehört zu den Fünf Klassikern.

## Aufbau
Das Buch der Lieder umfasst 305 Lieder, unterteilt in 160 Volkslieder (風 feng), 74 kleinere Festlieder oder Oden (小雅 xiaoya), 31 größere Festlieder (大雅 daya) und 40 Hymnen (頌 sòng). Die Volkslieder sind nach Vasallenstaaten geordnet.

## Literarischer Zusammenhang
Der Tradition nach soll Konfuzius diese aus einem Fundus von 3000 Gedichten ausgewählt und in ihren jetzigen Zustand gebracht haben. Im Konfuzianismus werden die Gedichte moralisch interpretiert.
Die Kunstlieder (xiaoya und daya) sind Texte zu Zeremonial- und Opferzwecken. Die Xiaoya handeln von den Untertanen, die Daya von den Königen. Die Song, der älteste Teil der Lieder, sind Fest- und Preislieder, die die Ahnen der Shang-Dynastie, der Zhou-Dynastie und des Landes Lu rühmen.
Die Fest- und Preislieder wurden entweder im Ahnentempel der jeweiligen Herrscher oder anlässlich von kaiserlichen Opferfesten (für Erde und Himmel) im Freien gesungen und musikalisch sowie tänzerisch begleitet. Es wurde dabei mit vielen geladenen Gästen gegessen und getrunken. Bei solchen Festen besang man seit alters her auch den "höchsten Herrn", bzw. "Tiān" (den Himmel) und bedachte ihn mit Musik. Dies lässt westliche Forscher vermuten, dass ein religiöser Hintergrund vorliegt.
Marcel Granet sieht den Ursprung der Volkslieder in Wechselgesängen zwischen einem Mann und einer Frau, bei denen wahrscheinlich ein ritueller Hintergrund vorliegt, deren Ursprung im Ritualtanz zu finden sei. Sie wurden zum Anlass jahreszeitlicher Feste gesungen, um Fruchtbarkeit, Regen u. ä. zu erbeten.

## Merkmale der Gedichte
Die Lieder bestehen überwiegend aus Texten mit vier Zeichen pro Vers und drei bis vier Strophen zu jeweils sechs Zeilen. Die Verse bilden Reime und sind durch Symmetrie, Juxtaposition, Wiederholung und Variation gestaltet. Ein auffallendes Element der Lieder sind die sogenannten formulae, die wahrscheinlich auf eine mündliche Überlieferung zurückgehen. Eine Formula ist eine Gruppe von Worten als semantische Einheit, die wiederholt wird, um eine wichtige Idee zu betonen, entweder innerhalb eines Liedes oder in verschiedenen Liedern. Möglicherweise führen sich auch Naturmotive des Wachsen und Werdens mit formelhaftem Charakter im Buch der Lieder auf Fruchtbarkeitskulte zurück.
Als literarische Stilmittel der Lieder werden in der älteren Forschung besonders hervorgehoben: die direkte Beschreibung (fù 賦), ausdrückliche Vergleiche (bǐ 比) und implizite Vergleiche (xìng 興).

## Beispiel:Gedicht Nr. 66
Mein Mann ist im Arbeitsdienst,

  Ich weiß nicht wie lang.

  Wann wird er heimkehren?

  Die Hühner schlafen in den Wandlöchern.

  Am Abend kehren Schafe und Kühe zurück.

  Mein Mann ist im Arbeitsdienst,

  wie soll ich nicht an ihn denken?

  Mein Mann ist im Arbeitsdienst,

  Nicht nur für Tage oder Monate.

  Wann sehe ich ihn wieder?

  Die Hühner schlafen auf dem Pfosten.

  Am Abend kommen Schafe und Kühe zurück.

  Mein Mann ist im Arbeitsdienst,

  Hoffentlich muss er nicht hungern oder dürsten.
Das Gedicht ist zwischen 1100 und 800 v. Chr. entstanden. Die Gegenüberstellung von menschlichen und gesellschaftlichen Verhältnissen einerseits und der natürlichen Ordnung andererseits ist seit dem Shijing bis heute ein in der chinesischen Dichtung beliebtes Stilmittel.

## Bedeutung der Sammlung
Große Bedeutung hat das Shijing auch als eines der ältesten Sprachdenkmäler des Altchinesischen. Es hat daher insbesondere für die Erforschung der Grammatik und Semantik und bis zu einem gewissen Grad auch der Phonetik des Altchinesischen große Bedeutung.

### Traditionelle philologische Kommentare

#### Vor der Qing-Dynastie
- Mao Heng: Maoshi guxunzhuan (毛詩故訓傳 / 毛詩詁訓傳).
- Zheng Xuan: Maoshi zhuanjuan (毛詩傳箋).
- Kong Yingda: Maoshi zhengyi (毛詩正義). Fotokopie einer Song-Dynastie-Ausgabe: Peking 2012.

Bemerkenswerte kritische Editionen: Ausgabe von Ruan Yuan (1808, ²1816, verschiedene Nachdrucke), Ausgabe von Kong Xiangjun (Peking 2018).
Die Überlieferungsgeschichte dieser drei wichtigsten Kommentare zusammen mit einem Leitfaden zu den wichtigsten vorhandenen Ausgaben findet sich in Zhang Lijuan, Songdai jingshu zhushu kanke yanjiu (宋代經書注疏刊刻研究) (Peking 2013).

#### Aus der Qing-Dynastie
- Ma Ruichen: Maoshi zhuanjian tongshi (毛詩傳箋通釋). Moderne Ausgabe mit Satzzeichen: Hrsg. Chen Jinsheng, Peking 1989.
- Chen Huan: Shi Maoshi zhuanshu (詩毛氏傳疏). Moderne Ausgabe mit Satzzeichen: Hrsg. Wang Chenglue und Chen Jinchun, Peking 2009.
- Wang Xianqian: Shi sanjia yi jishu (詩三家義集疏). Moderne Ausgabe mit Satzzeichen: Hrsg. Wu Ge, Peking 1987.

### Übersetzungen
- Schi-king. Das kanonische Liederbuch der Chinesen. Aus dem Chinesischen übersetzt und erklärt von Victor von Strauß, Heidelberg 1880 (Gesamtausgabe)
- Albert Ehrenstein: China klagt! Nachdichtungen revolutionärer Lyrik aus drei Jahrtausenden. Reihe: Malik-Bücherei, 8. Malik, Herzfeld und Gumperz, Berlin 1924; Reprint AutorenEdition, Königstein 1981, ISBN 3-7610-8111-1[4]
- Wolfgang Kubin: Geschichte der chinesischen Literatur Band 1: Die chinesische Dichtkunst. K. G. Saur, München 2002, ISBN 3-598-24541-6
- Der Kranich ruft. Chinesische Lieder der ältesten Zeit. Aus dem Chinesischen übertragen und mit einem Nachwort versehen von Günther Debon, Berlin: Elfenbein Verlag, 2003. ISBN 978-3-932245-62-6
- "Hell ein Vogelruf ertönt." Altchinesische Volkslyrik. Guofeng; neu übertragen und erläutert von Hans-Günter Wagner, YinYang Media, Frankfurt 2007, ISBN 978-3-935727-12-9
- Rainald Simon (Hrsg.): Shijing / Das altchinesische Buch der Lieder, Reclam-Verlag, Ditzingen 2015, ISBN 978-3-15-010865-9 (Neuübersetzte zweisprachige Gesamtausgabe mit phonetischer Umschrift)[5]